# NGC 1906
NGC 1906 é uma galáxia espiral (Scd) localizada na direcção da constelação de Lepus. Possui uma declinação de -15° 56' 34" e uma ascensão recta de 5 horas, 24 minutos e 47,1 segundos.
A galáxia NGC 1906 foi descoberta em 1886 por Frank Leavenworth.